# Blaenavon Ironworks
L'usine sidérurgique de Blaenavon, ou les Blaenavon Ironworks, est une usine sidérurgique du XIXe siècle située à Blaenavon, dans le Pays de Galles. Cette usine a joué un rôle clé dans la mise au point du procédé Thomas, en participant aux premiers essais de déphosphoration de la fonte en 1878. Cependant, le site en difficulté au début du XXe siècle, cesse progressivement ses activités après plusieurs restructurations. En 1974, une campagne de conservation préserve le site de la destruction et abouti, en 2000, au classement au Patrimoine mondial de l'UNESCO de l'ensemble des sites industriels de Blaenavon, dont fait partie l'usine sidérurgique.

## Histoire de l'usine
Le terrain sur lequel est construit l'usine, qui était la propriété du Lord Abergavenny, est loué en 1787 par trois hommes d'affaires, Thomas Hill, son beau-frère Thomas Hopkins et Benjamin Pratt. Les travaux de construction de l'usine démarrent immédiatement, dont notamment quelques « luxueuses » maisonnettes. Imaginée dès l'origine comme un site industriel exploitant plusieurs hauts fourneaux, l'usine consiste en trois hauts fourneaux, des fours de grillage des minerais, des logements et un atelier. L'investissement consenti est important : il atteint £40 000 de l'époque (soit, en 2010, £3 840 000 en se basant sur les prix de détails, ou £23 300 000 en se basant sur l'évolution des revenus), et l'usine emploie directement 350 personnes.
Vers 1800, les Blaenavon Ironworks contribuent significativement à l'industrialisation de la Grande-Bretagne, faisant du sud du Pays de Galles la principale zone de production de fer du monde. Au cours de la décennie suivante, deux hauts fourneaux supplémentaires sont érigés et, en 1804, une forge est construite près de Cwmavon (en). Au début du XIXe siècle, les Blaenavon Ironworks sont la deuxième plus grande usine sidérurgique au monde. Vers 1833, la compagnie emploie 1 000 personnes, qu'elle loge dans 430 maisons. Elle souffre cependant de la bulle économique qui affecte à ce moment-là la sidérurgie, qui provoque des baisses de salaire, des grèves ainsi que l'apparition du Scotch Cattle (en).
En 1836, l'usine est achetée par la Blaenavon Iron and Coal Company, soutenue par le londonien Robert Kennard (en) (un futur député). Sous l’impulsion de son directeur James Ashwell, de gros investissements sont réalisés, dont notamment la construction de l’impressionnante Balance tower, un ascenseur dont les contre-poids sont des réservoirs d'eau, destiné à hisser la fonte brute du site jusqu'au réseau de canaux du Brecknock and Abergavenny Canal, dont les tarifs étaient plus avantageux que ceux du Monmouthshire Canal (en). Mais après cet investissement de £138 000 (soit, en 2010, £10M en se basant sur les prix de détails, ou £100M en se basant sur l'évolution des revenus). , le complexe sidérurgique s'avère insuffisamment rentable et Ashwell est contraint à la démission en 1841. Dans les années qui suivent, les rails de fer produits à Blaenavon sont exportés dans le monde entier, dont notamment l'Inde, la Russie et le Brésil, mais sont aussi utilisés dans des projets plus proches, comme le viaduc de Crumlin (en).
La compagnie rebondi en 1870, en réussissant le virage technologique de l'adoption de l'acier, qui supplante le fer grâce à la mise au point du procédé Bessemer. L'entreprise, qui change alors son nom en Blaenavon Iron & Steel Company, est l'une des six entreprises du Sud du Pays de Galles à survivre à ce bouleversement. En 1878, la compagnie emploie 5 000 personnes, mais est étranglée par les obligations financières qu'elle a dû contracter pour s'adapter dans un métier extrêmement concurrentiel. Cependant, cette année-là, son directeur Edward Martin propose à Percy Carlyle Gilchrist, un jeune chimiste récemment embauché et pratiquant des expériences sur la déphosphoration de la fonte avec son cousin Sidney Gilchrist Thomas, de s'associer à eux et de leur mettre à disposition un convertisseur d'une capacité de 200 kg de métal. Le procédé mis au point bouleverse la sidérurgie en permettant l'exploitation des minerais de fer phosphoreux, ce qui, ironiquement, amorce le formidable développement de la sidérurgie allemande et nord-américaine, et précipite le déclin de l'usine.
En 1880, l'entreprise ouvre le Big Pit (en), et s'éloigne de la production d'acier. En 1904, l'aciérie s'arrête, avant de redémarrer en 1924, sans devenir pour autant pérenne. Les forges du site restent opérationnelles et participent à la fabrication de blindages pendant les deux guerres mondiales. Celles-ci sont cependant le plus souvent utilisées comme parc de stockage pour le National Coal Board.

## Conversion en musée
En 1959, l'écrivain Alexander Cordell situe sa nouvelle la plus connue, Rape of the Fair Country (en), dans l'usine de Blaenavon et ses environs, tels qu'ils étaient au moment de la Révolution industrielle. Vers la même époque, l'archéologie industrielle se développe comme une discipline scientifique à part entière, ce qui sauve le site de la destruction. En 1974, les travaux de conservation de l'usine démarrent. Peu après, divers sites de Blaenavon, dont l'usine sidérurgique, sont classés et protégés.
En décembre 2000, le paysage industriel de Blaenavon est classé par l'UNESCO en tant que site du Patrimoine mondial. L'usine sidérurgique, qui en fait partie, est gérée par Cadw. Ce site est l'un des deux seuls sites de Blaenavon accessibles à la visite. Comme tous les sites du secteur, l'usine sidérurgique est référencé comme faisant partie de la Route européenne du patrimoine industriel, dans l'itinéraire régional du sud du Pays de Galles et dans l'itinéraire thématique du fer et de l’acier,.
En octobre 2007, le site accueille la série de téléréalité Coal house, mettant en scène trois familles galloises transportées dans les charbonnages des années 1920. En octobre 2008, une autre série, Coal House at War, réédite l'aventure simulant le contexte de 1944. Les maisonnettes utilisées font depuis partie des attractions visitables du site.

Deux hauts fourneaux.
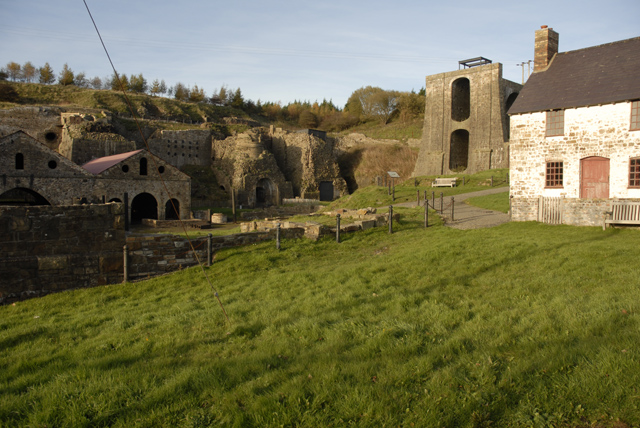
Hauts fourneaux, élévateur à eau et maisons ouvrières.
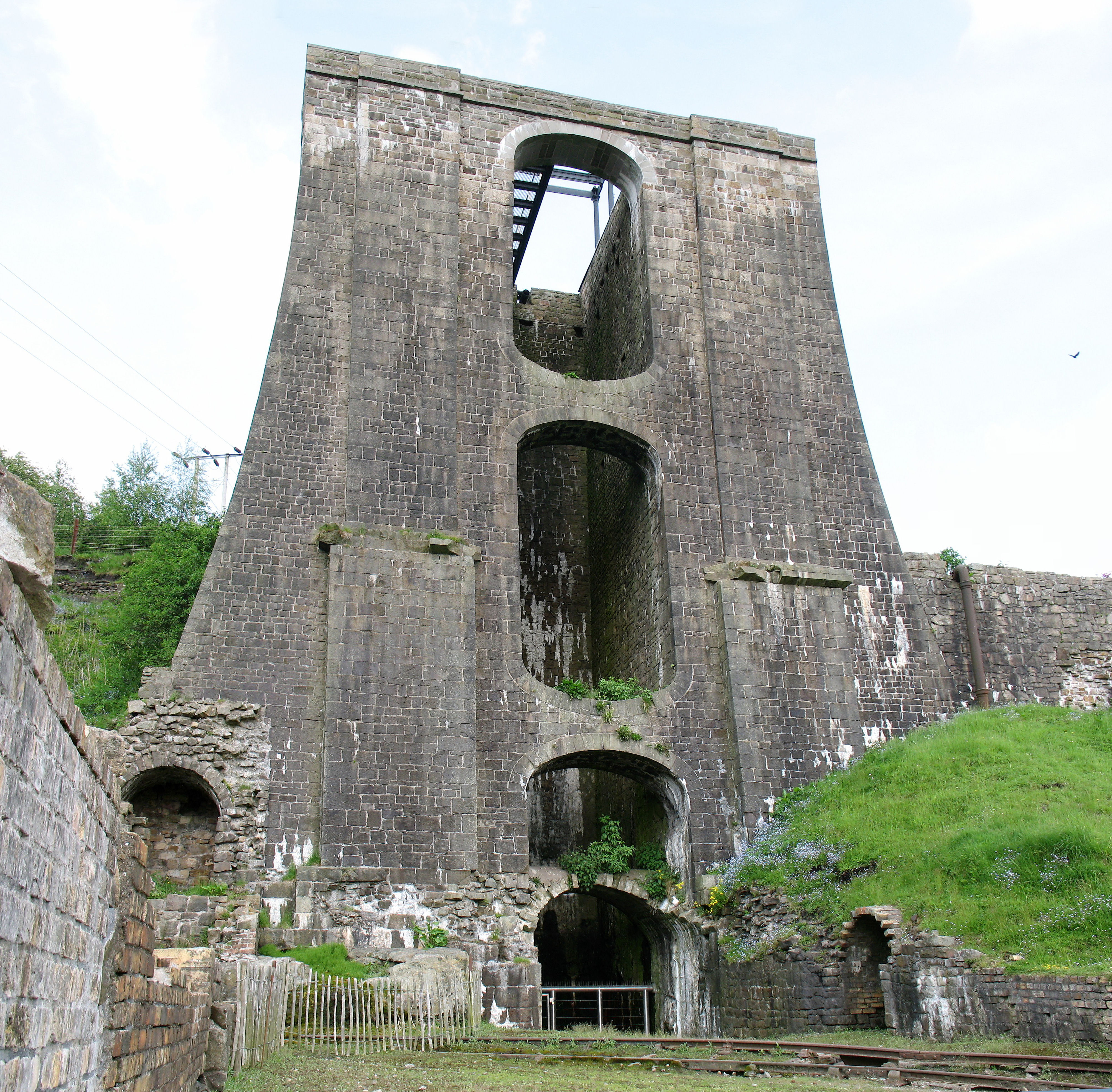
Water balance Tower (élévateur à eau).